# Google Cloud Print
A Google Cloud Print a Google szolgáltatása, aminek célkitűzése, hogy a felhőben bármely (webes, asztali számítógépen vagy okostelefonon futó) alkalmazás bármely nyomtatóra nyomtathasson a Google szerverein keresztül – anélkül, hogy a Google-nek a szóba jövő hardverek valamennyi kombinációjára nyomtatási alrendszereket kelljen készítenie és/vagy karbantartania, illetve anélkül, hogy a felhasználónak eszközmeghajtót kelljen telepítenie a kliensre. 2013. július 23-ától bármilyen Windows-alkalmazásból is lehetséges a nyomtatás, ha a Google Cloud Printer telepítve van a számítógépen.

## Jellemzői
A Google Cloud Print integrálva van a Gmail és a Google Docs mobil verzióival, lehetővé téve a mobiltelefonokról való nyomtatást. A Google Cloud Print nyomtató listázva van a Google Chrome Nyomtatási előnézet oldalán (Chrome 16+). A „hagyományos” (még mint: Legacy vagy Classic) nyomtatók (amikből hiányzik a számítási felhőből való nyomtatás képessége) támogatása a Google Chrome 9+ verziókba épített „Cloud Print Connector”-on keresztül történik. Ehhez a Chrome-ban a Google Cloud Print használatához a Beállítások >> A motorháztető alatt >> Google Cloud Print menüben be kell jelentkezni egy Google felhasználói fiókkal.

## Története
A Google 2010 áprilisában jelentette be a Cloud Printet, mint jövőbeni megoldást a Google Chrome OS-ből való nyomtatás problémájára. Ekkor a fejlesztési dokumentációt és a forráskód egy kezdeti változatát is hozzáférhetővé tették. A Google Cloud Print szolgáltatás 2011. január 25-én lépett nyilvánosan elérhető béta állapotba.
Az alkalmazások web-alapú nyomtatási párbeszédablakon, vagy a szolgáltatás által nyújtott API-n keresztül nyomtathatnak. A Google Cloud Print ezután a nyomtatási feladatot átküldi a szolgáltatásba előzetesen beregisztrált nyomtatóra. Az erre külön felkészített, „Cloud Ready” nyomtatók számítógép közreműködése nélkül, közvetlenül csatlakozhatnak a Google Cloud Printhez. Mivel a legtöbb „hagyományos” (legacy, classic) nyomtató nincs a felhőn keresztüli nyomtatásra felkészítve, a Google Chrome a 9-es változatától (2011. február 3-ban jelent meg) tartalmazott egy „Cloud Print Connector”-t, ami lehetővé tette az internetes kapcsolattal rendelkező Windows-, Macintosh- vagy Linux-számítógépeken a Cloud Print használatát, ha a Google Chrome és benne a Connector futott.
A Google Cloud Printre való nyomtatás a Google Chrome 16-os változatától vált alapértelmezetten bekapcsolt funkcióvá.
A Google Cloud Print lehetővé teszi, hogy a felhasználók a Google Docs-hoz hasonló módon osszák meg nyomtatóikat.
A HP ePrint technológiájú HP nyomtatók az elsők, amik támogatják a Google Cloud Print szolgáltatást.
2013. július 23-ától bármilyen Windows-alkalmazásból is lehetővé vált a nyomtatás, ha a Google Cloud Printer telepítve van a számítógépen. További újdonság a Google Cloud Print szolgáltatás, ami Windows-szolgáltatásként fut, hogy a rendszergazdák könnyen csatlakoztathassák a felhőhöz régebbi nyomtatóikat is.

## Adatvédelem
A Google Cloud Printen keresztül kinyomtatott dokumentumok a Google szervereit megjárva jutnak el a nyomtatóhoz. Ez azt jelenti, hogy a Google hozzáférhet a tartalmukhoz, ellentétben egy lokálisan tárolt és kinyomtatott dokumentummal. A Google magyarázata szerint: „A Google ezen kívül minden nyomtatásra elküldött dokumentumból megtart egy példányt, amíg a nyomtatási feladat aktív, és nincs készen. Erre azért van szükség, hogy megbizonyosodjunk: dokumentuma ki lett nyomtatva. Amint a feladat elkészül, a dokumentum törlésre kerül szervereinkről. […] Nyomtatásra küldött dokumentumai személyes adatok, és szigorúan bizalmasan kezeljük azokat. A Google a nyomtatás elősegítésén kívül semmilyen más okból nem fér hozzá a nyomtatandó dokumentumokhoz.”